# 格鲁吉亚苏维埃社会主义共和国国旗
格魯吉亞蘇維埃社會主義共和國國旗（俄语：Флаг Грузинской ССР）是為苏联加盟共和国格魯吉亞蘇維埃社會主義共和國使用的國旗。第一版啟用於1921年，而最後一個版本啟用於1951年4月11日。
最初的國旗左上角有國名西里爾字母縮寫。1936年外高加索蘇維埃聯邦社會主義共和國解體後的版本改用格魯吉亞字母。最後一個版本為紅色鐮刀錘子的和紅星圖案，外圍藍色圓形和24道紅藍相間的光芒向四周放射，佔旗寬二分之一。右上方有一道藍色的橫條，高為旗高六分之一，位於旗高六分之一處。官方没有旗帜内涵解释，非正式的说法为：蓝色横条代表黑海，左上的正方形象征格鲁吉亚的晴空。

## 版本
- 1921-1922年版
- 1922-1937年版
- 1937-1951年版
- 1951–1990年版
- 1990-1991使用的国旗

### 历代国旗列表

1921–1922
1922–1937
1937–1951
1951–1990
1990–1991